# Germaans recht

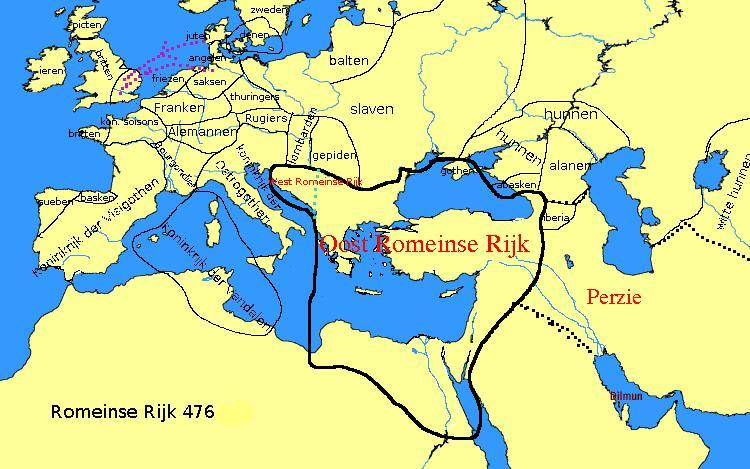
Het Romeinse Rijk in 476

Germaans recht is een groep van relatief gelijkluidende rechtssystemen die door Germaanse stammen in Europa gehanteerd werden.
Germaans recht werd mede onder invloed van het Romeinse recht ontwikkeld. Germaans recht had geen regeling voor het welzijn, zoals het res publica van de Romeinen.
Voordat het ter plaatse geldend recht werd opgeschreven in wetboeken (codificatie) werden de regels vooral onthouden door personen die verantwoordelijk waren voor het spreken van recht. Daarbij moesten zij zorgvuldig de precedenten onthouden. Onder de Franken werden zij de rachimburgs genoemd. “Levende bibliotheken, zij waren recht geïncarneerd, onvoorspelbaar en angstaanjagend.” Toen de rechtspraak mondeling was, was het juridisch handelen ook persoonlijk en subjectief. Macht werd uitgevoerd door gezamenlijk de “troonwaardige” gekozen koning en zijn vrije krijgers. Mondeling recht voldeed zolang de stam niet op één vaste plaats verbleef.

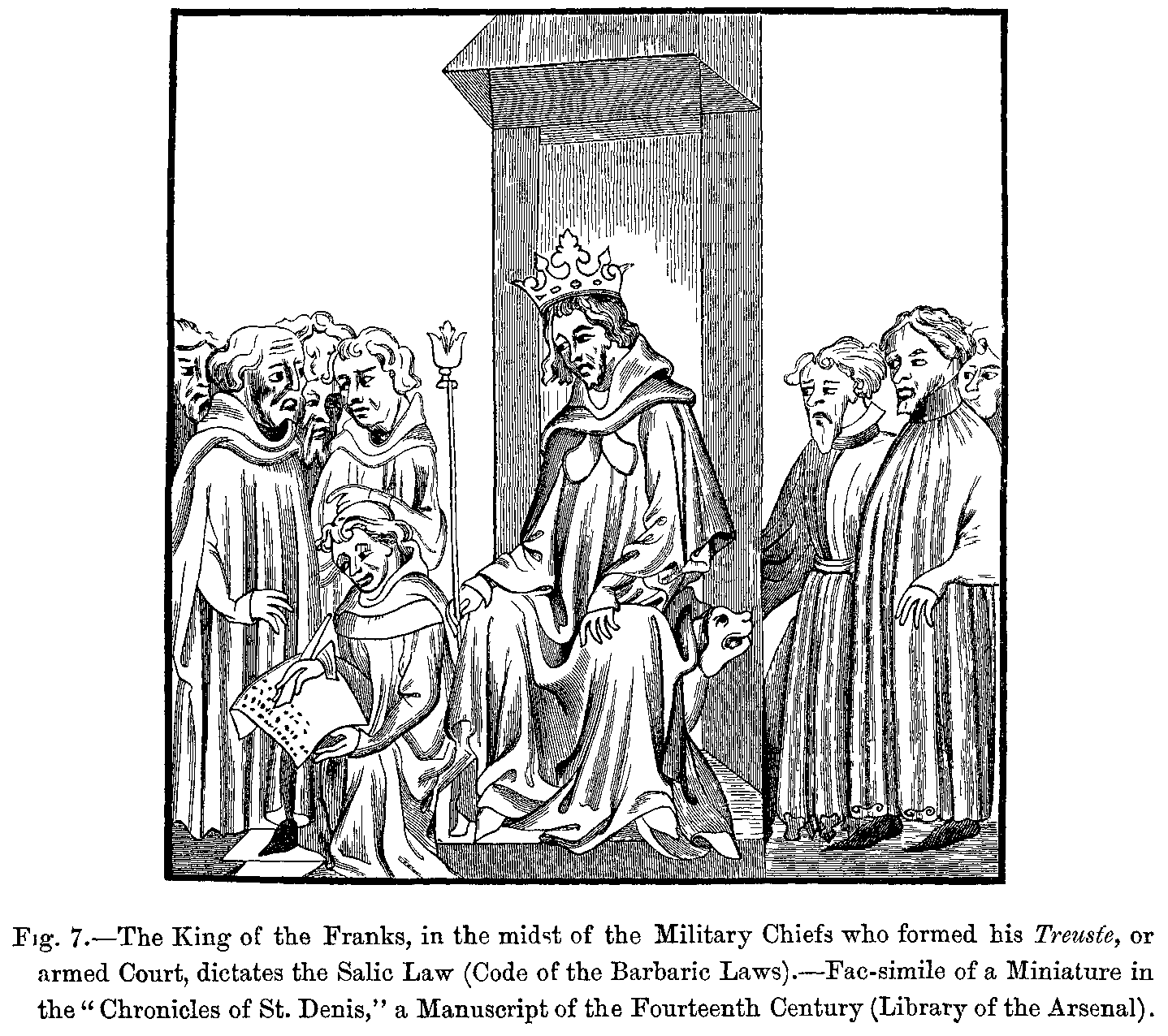
Koning Clovis I dicteert de Salische wet.

## Wetboeken
Een aantal Latijnse wetboeken van de Germaanse volkeren, geschreven in de vroege middeleeuwen (ook bekend als leges barbarorum “wetten van de barbaren”) zijn bewaard gebleven. Gedateerd tussen de 3e en 9e eeuw. Deze wetboeken zijn geïnspireerd door het Romeins recht, canoniek recht en vroegere gebruiken door de stammen.
Een aantal voorbeelden van wetboeken:
- Codex Euricianus, (Visigoten) – 471
- Lex Burgundionum, (Bourgondiërs, Gundobad) – c. 500
- Pactus Alamannorum (Alemannen) – vroegste delen c. 500
- Lex Salica (Salische Franken, Clovis I) – c. 500
- Lex Ripuaria (Ripuarische Franken) - ca. 630
- Edictum Rothari (Longobarden, Rothari) – 643
- Lex Visigothorum (Visigoten, Recceswint) – 654
- Lex Alamannorum (Alemannen) – 730
- Lex Bajuvariorum (Bajuwaren) - c. 745
- Lex Frisionum (Friezen) – c. 785
- Lex Saxonum (Saksen) – 803
- Lex Angliorum et Weriforum, hoc est Thuringorum – 9e eeuw

Al deze wetten kunnen in het algemeen beschreven worden als wetboeken met bestuursprocedures en boetes. Zij lijken allemaal overeenkomsten te vertonen met de Salische wet, het bekendste voorbeeld, maar vaak verschillen zij in de zin van de datum van samenstelling, de hoogte van de boetes, het soort misdaad, de rangen, plichten en titels van officieren etc.
In Germaans Europa in de vroege middeleeuwen werd iedereen berecht volgens het recht van zijn eigen volk. Een aantal aparte wetboeken werden speciaal geschreven om zaken te behandelen tussen etnische Romeinen. Deze wetboeken verschillen met de normale wetboeken die zaken behandelden tussen Germaanse volken, of tussen Germaanse volken en Romeinen. De meest opvallende zijn de Lex Romana Visigothorum, de Lex Romana Curiensis en de Lex Romana Burgundionum.

## Huwelijksrecht
Het huwelijksrecht van de Germanen was grotendeels gewoonterecht en bleef van kracht tot omstreeks 1100 toen het werd verdrongen door het canoniek huwelijksrecht. Bij de Germanen was het huwelijk een reële overeenkomst, waarbij de huwelijksvoltrekking bestond uit vier reële fasen, die overgeleverd zijn onder hun Latijnse namen.
De desponsatio was de aankoop van de vrouw door de man of door diens familie. Dit evolueerde met verloop van tijd van een feitelijke naar een symbolische aankoop.
De dotatio (bruidsschat) was een schenking van de man aan de vrouw persoonlijk. Deze schenking kon zij als overlevingsvermogen aanwenden in het geval haar echtgenoot kwam te overlijden.
De traditio was de feitelijke inbezitname van de vrouw door de man door het stellen van de geslachtsdaad.
De pretium virginitatis (Duits: Morgengabe) was een gift van de man aan zijn vrouw na de eerste huwelijksnacht als prijs voor haar maagdelijkheid en als bevestiging dat er geen sprake was van 'verborgen gebreken'.